# Rat Attack!
Rat Attack! é um jogo para PlayStation e Nintendo 64, que foi lançado em 1999 e 2000, respectivamente.

## História
Tudo começa com o Professor Rex Julius - um gato gênio - apresentando sua teoria de que a população de ratos - que não para de crescer - pode trazer caos ao nosso mundo. Entretanto seu trabalho foi zombado por seus colegas, que ignoraram toda sua pesquisa.
Ele, certo de seus temores, continuou a trabalhar em segredo, desenvolvendo um eraticator, um dispositivo para capturar ratos, e um destructor, onde os ratos presos no eraticator podem finalmente ser destruídos (por meio de vaporização). Ele também montou e treinou uma equipe de gatos caçadores de ratos, os Scratch Cats.
Logo, os temores de Rex se tornaram realidade: uma dupla de ratos - Washington e Jefferson - foi mandada para o espaço a bordo de um foguete para um experimento. Após algum incidente no espaço, os ratos se transformaram e ganharam superinteligência.
Depois de 40 anos eles retornaram à Terra e imediatamente começaram a tramar um plano para dominar o mundo, e a acumular um enorme exército de ratos com instruções de destruir tudo à vista e qualquer agente interferente. Além disso, eles criaram o duplicator, que rapidamente aumentava seu exército e o mutator, capaz de transformar ratos em criaturas mutantes.
Washington e Jefferson também fizeram planos para acordar o cruel Rei Scarab - capturador do gato mítico, Banubis - de seu sono na ala Egípcia de um museu. Por causa disso, Professor Rex Julius mandou sua agente especial Pearl para investigar, mas Washington e Jefferson conseguiram capturá-la e aprisioná-la em uma jaula de lasers em sua fábrica guardada por cães robôs gigantes. Isso estimulou os outros gatos a entrar em ação, para que eles resgatassem Pearl, derrotassem Washington e Jefferson, e livrassem Banubis das garras de King Scarab ao longo do caminho.

## Jogabilidade
O objetivo do jogo é passar cada nível com uma certa quantidade de ratos sem perder nenhuma vida ou ter o os objetos do cenário destruídos (que também elimina uma vida). Cada nível tem um número diferente de ratos para destruir e uma vez que você tenha atingindo a quantidade, um portão irá aparecer permitindo a você ir para o próximo nível. Ratos são destruídos ao serem "eradicados" (prendendo-os em um quadrado). Uma vez que você tenha perdido os ratos basta passar por cima do sinal com uma cara de rato (o destruidor) e eles serão destruídos. No final de cada nível você recebe bônus mostrando o quão bem você foi. Há bônus para danos no cenário (quanto menos danos, mais pontos); tempo (quanto menos tempo gasto, mais pontos); e perfeição (se nada no cenário for destruído, você ganha esses pontos)
Itens de ajuda
Nos níveis você pode encontrar vários itens de ajuda, são os seguintes:
- Ratos EXTRA - São ratos normais, mas com uma letra da palavra EXTRA em cima de suas cabeças. Se você destruir os ratos e conseguir todas as letras "E", "X", "T", "R" e "A" você ganhará uma vida extra.
- Reparo do cenário - Representado por uma chave de funa, esse item irá reparar os objetos do cenário.
- Congelador de ratos - Representado por um picolé, quando coletado congela todos os ratos presentes no cenário durante alguns segundos.
- Queijo - Queijo irá atrair todos os ratos presentes no cenário. Isso pode ser útil se usado em lugares estratégicos.
- Quadrados de Eraticator - Coletar quadrados multicoloridos irá aumentar o poder do eraticator.
- Primeiros socorros - Coletar uma caixa de primeiros socorros irá curar os danos feitos à saúde do gato.
- Moeda Scratch Bonus - Em forma de uma cabeça de gato dourada, essa moeda pode ser usada para ataques especiais.
- Raio de Velocidade - Coletando um raio brilhante irá permitir que o gato corra mais rápido do que o normal durante alguns segundos.
- Escudo de Invencibilidade - Coletando um escudo fará com que o gato fique invencível por alguns segundos.
- Gato gigante - Coletando uma poção irá fazer o gato ficar enorme, capaz de esmagar todos os ratos sem a ajuda do eraticator. Ratos esmagados dão o dobro de pontos. Disponível também no modo multiplayer.
- Queijo Azul - Apenas disponível no modo multiplayer.
- Soneca de Gato - Apenas disponível no modo multiplayer.
- Aleatório - Apenas disponível no modo multiplayer.

Estatísticas 
Cada gato tem estatísticas diferentes, são as seguintes:
- Força - Esse fator indica o tempo de atordoamento de um rato após ser atacado pelo gato.
- Velocidade - Esse fator indica a própria velocidade do gato e a distância que ele chega ao pular.
- Poder do Eraticator - Esse fator indica quão forte o eraticator é.
- Número de Moedas - Esse fator mostra quantas moedas são necessárias para o ataque especial.

Enemy Power-ups
Há alguns itens e símbolos que ajudam os ratos, são os seguintes:
- Duplicator - Representado por um símbolo roxo com duas caras de rato. Esse dispositivo transforma um rato em dois.
- Mutator - Representado por uma cara de rato com um fundo preto e amarelo. Se um rato branco passar por cima disso, ele se transformará em uma criatura mais poderosa.

Dispositivos úteis
Em toda parte do jogo há alguns dispositivos úteis:
- Baús de Tesouro Há três tipos de baús: Baús de Bronze - eles podem ser abertos apenas uma vez e se abrem quando você chega a destruir o número de ratos equivalente ao número em cima do baú. Sempre há um item dentro deles; Baús de Prata - eles também só podem ser abertos uma vez, entretanto você tem que destruir o exato número de ratos equivalente ao número em cima do baú para eles abrirem. Também trazem um idem dentro; Baús de Ouro- mesma coisa que os baús de prata em relação ao número de ratos. Porém estes podem ser abertos mais de uma vez e sempre com itens. -
- Scratch Pads - Representado por um símbolo com uma pata. Quando acionado faz com que coisas aconteçam no cenário que pode te ajudar.
- Scratch Teleporters - Representado por um símbolo com uma cara de gato em um fundo azul. Quando acionado teleporta o gato para outra parte do cenário. Eles são úteis para fugir de Bennett (bulldog que está presente nos níveis Garden) e alcançar o destructor.
- Scratch Destructor - Representado por um símbolo com a cara de um rato. Serve para destruir os ratos presos no eraticator.

Power-Downs
Itens de dano estão localizados em caixotes de ratos. Eles podem ser destruídos pelos ratos, ou se você capturar o exato número de ratos equivalente ao número em cima deles, eles se abrirão. Itens de dano ou ratos mutantes surgirão deles. Os itens são representados por uma caveira com ossos cruzados que vai ficar perseguindo você pelo cenário até te acertar ou desaparecer. Os danos são os seguintes:
- Desacelerar - Quando atingido por isso, o gato ficará mais devagar por algum tempo.
- Soneca de gato - Quando atingido por isso, o gato cairá em sono profundo por alguns segundos.
- Controles invertidos - Quando atingido por isso, o gato andará na direção contrária da que ele estava andando por alguns segundos.
- Fuga dos ratos - Quando atingido por isso, seu eraticator ficará perdendo os ratos presos neles. Isso dura alguns segundos.

## Personagens
Os Scratch Cats são compostos pelos seguintes membros:
- Professor Rex Julius - O gênio por trás da organização de agentes e dispositivos. Ele é marrom e lembra um pouco Albert Einstein com um jaleco branco de laboratório e um bigode.

- Newton - é o fiel gato robótico do Professor Rex, mas ele não está presente na versão do N64.

- Hi-Jinx - Um gato siamês criado por monges japoneses. Ele usa o símbolo de Ying-Yang na cabeça e um cinto em volta de seu corpo. Gosta de fazer origami. Seu poder especial é convocar raios de luz e eletrocutar os ratos presentes no cenário

- Sparky - Sparky é um jovem gato inglês, ele é mágico e um pouco misterioso. Reencarnou várias vezes e gosta de ler a sorte e cartas de Tarô. Ele é azul escuro com duas orelhas azul mais claras e usa um pingente em forma de lua crescente. Seu poder especial é usar seus poderes mágicos para transformar os ratos em inofensivos coelhos e sapos.

- Manx - Manx é listrado de amarelo e laranja com uma cicatriz em seu olho esquerdo e um brinco na orelha direita. Nasceu em Bronx (NY - EUA). Ele é impaciente e agressivo. Sua comida favorita é rato. Seu poder especial é um ataque de garras mais potente que atinge os ratos mais perto dele e os destrói imediatamente.

- Muffy DuPont - Muffy é uma gata francesa, branca e preta. Ela também tem um pingente em forma de coração. Seu antigo dono era um ladrão e ela própria já roubou também. Sua comida favorita é lagosta. Seu poder especial é transformar os ratos próximos em corações cheios de amor.

- Bob Cat - Bob Cat é um gato boxeador inglês que gosta de metalurgia. Ele é cinza, usa shorts vermelho e faixas em suas patas. Seu poder especial é lançar todos os ratos mais próximos direto para o destructor.

- Smokey - Smokey é uma gata suíça, cinza. Usa óculos e um uniforme estranho como se ela fosse uma cientista. Sua comida favorita é fondue de queijo. Ela odeia bagunça e adora sua arma a laser. Seu poder especial é usar seu satélite para destruir os ratos mais próximos.

- Banubis - Banubis é um gato do Antigo Egito, é laranja e usa roupa de faraó. Seu poder especial é formar uma pirâmide que transforma todos os ratos presos em areia. Ele é um personagem secreto que pode ser obtido no modo normal ou difícil depois de derrotar King Scarab no Museum.

- Pearl - Pearl é o agente especial que foi sequestrado. Ele é da raça dos Whippets, é azul com a parte de cima amaerla e usa patins. Seu poder especial é correr em volta dos ratos até colocar fogo neles. Ele é um personagem secreto que pode ser obtido no modo normal ou difícil depois de derrotar Rescue na Factory.

## Inimigos
Os inimigos consistem principalmente de ratos de diferentes cores. A cada mudança de cor significa que eles ficam mais inteligente, ou seja, não serão capturados tão fácil e serão mais eficientes ao estragar objetos.
- Ratos cinzas: Ratos normais, eles aparecem nos níveis da House e do Garden.

- Ratos azuis: Ratos ligeiramente melhores que os cinzas, aparecem nos níveis da Fun House e da Haunted House.

- Ratos verdes: Ratos melhores também, aparecem nos níveis do Museum e da Art Gallery.

- Ratos vermelhos: Melhores ratos, aparecem nos níveis da Factory e do Space.

Há outro tipo de rato que aparece em todos os níveis: o rato branco. Quando um desses passam por cima do mutator, se transforma em outra criatura mais poderosa, são as seguintes:
- Mouth Rats - Ratos gigante e vermelhos que parecem um pouco com cachorros com dentes afiados. Eles aparecem nos níveis "Play Away" da House e "Compost Corner" do Garden.

- Jelly Rats - Esses ratos aparentam ser feitos de gelatina de limão e abacaxi. São destruidores e mortais aos objetos do cenário além de perseguirem e abater o gato rapidamente. Se capturados com o eraticator, eles vão apenas de dividir em mais duas gelatinas. Eles só podem ser destruídos quando pulamos em cima deles. Eles aparecem apenas no nível "Pinball Machine" na Fun House.

- Vampire Rats - Esses ratos usam capas pretas e dão risadas macabras. Eles podem tomar a forma de um morcego e lançar bolas de fogo contra o gato. Eles podem ser capturados apenas quando estão no chão. Eles aparecem no nível "Ghostly Graveyard" na Haunted House.

- Mummy Rats - Esses ratos são múmias irritantes e perseguem o gato incessantemente. Eles precisam ser capturados duas vezes pelo eraticator. Eles aparecem nos níveis "Fossil Frolics" e "Catlantis" no Museum.

- Genius Rats - Esses ratos tem um enorme cérebro em cima de suas cabeças. Embora eles não representem perigo físico ao gato, eles podem usar poderes telecinéticos para destruir objetos do cenário. É triste assisti-los destruindo tudo até o último objeto do cenário, pois não tem como destruí-los. Eles aparecem nos níveis "Pop Art" na Art Gallery e "Best Little Warehouse" na Factory.

- Devil Rats - Como o nome sugere, esses ratos são vermelhos com chifres e asas. Eles são basicamente Vampire Rats, mas não passam tanto tempo no chão, o que os deixa ainda mais perigosos. Eles podem lançar fogo quando aterrissados, diferentemente dos Vampire Rats. Eles aparecem nos níveis "Control Room", "Carry On Conveyor" e "Conveyor Crisis" na Factory.

- Martian Rats - Esses ratos são vermelhos e amarelos, voam e tem um laser. Como os Devil e Vampire Rats, eles só podem ser destruídos quando estão no chão. Eles aparecem nos níveis "Teleporter Room", "Laser Locomotion" e "Mutator Creator" no Space.

Outro perigo em alguns níveis é Bennett, o bulldog. Ele dorme a maior parte do tempo, mas quando os ratos o acordam ele persegue o gato por um tempo e depois cai em sono profundo de novo. Ele aparece em três níveis: "Back Porch" no Garden, "Ghostly Gatehouse" na Haunted House, e "Art Attack" na Art Gallery.

## Chefes
No final de cada zona, há um nível com um chefe a ser derrotado.
- ZONA 1: YIPPY YAPPY - Ele é um pequeno cachorro azul que ficará te perseguindo por um tempinho até parar e se preparar para atacar (dá pra perceber pois ele começa a soltar fumaça). Você tem que ficar na frente dos alvos pintados nos cantos do cenário. No momento que ele for atacar, é preciso sair e deixá-lo bater contra a parede. Depois dele esgotar a saúde, ele irá atacar a porta da garagem, e passar por ela.

- ZONA 2: BEEFY BENNETT - Beefy Bennett é o mesmo bulldog que aparece nos níveis dormindo. Dessa vez ele está em pé nas duas patas traseiras e armado com um porrete. No centro do cenário há uma lata de lixo. Você tem que subir nela e esperar Bennett atacar. É preciso pular fora para que ele não te acerte, e sim, a lixeira. Causando barulho, os vizinhos jogarão coisas em Bennett (incluindo botas, jornais, latas, tijolos e bigornas). Se Bennett for atingido pelos itens, ele perderá saúde. Mas cuidado para nada acertar em você. Com o passar do tempo, Bennett ficará mais rápido e poderá lançar mais ondas de choque que também podem te ferir. Quando Bennett é derrotado, os vizinhos furiosos jogam um peso de uma tonelada em cima dele.

- ZONA 3: RAT CLOWN - O Rat Clown é um rato branco gigante que usa uma roupa de palhaço e flutua com balões. Ele ataca lançando sapatos mágicos pelo seu trompete. Esse é o chefe mais fácil do jogo, como os sapatos andam devagar, você tem apenas que andar por cima dos Scratch Pads, que lançarão dardos em seus balões. Se mirado corretamente, um de seus balões irá estourar e ferí-lo. No final, com todos os balões estourados, Rat Clown irá desinflar e voar alucinadamente pelo cenário, como um balão desinflado. Seus sapatos irão andar até sair do cenário.

- ZONA 4: GHOSTLY GHOULIES - O chefe é um fantasma sem cabeça com uma espada e uma roupa da época Elizabethiana. Ele irá te perseguir e atacar com a espada e outros fantasminhas verdes menores também tentarão te ferir. Você o fere passando pelos Scratch Pads que fazem com que os canhões lancem uma bomba prestes a explodir. Depois de um determinado limite de tempo, elas irão explodir e o fantasma precisa estar perto da bola de canhão para ser atingido. Uma vez derrotado, ele se desintegrará.

- ZONA 5: SCARAB'S PALACE - King Scarab é um gigante escaravelho azul. Esse chefe é diferente, pois você tem que usar o eraticator e o destructor. Ele irá atacar dando investidas e usando os feixes de laser em seus olhos, além de convocar vários mini escaravelhos. Você tem de capturar os escaravelhos e destruí-los. Isso fará com que King Scarab perca força e tamanho. Depois de repetir várias vezes esse processo, ele irá ficar pequeno até desaparecer e você poderá passar pelo portal.

- ZONA 6: YIPPY LITTER - Você luta contra três filhotes de Yippy Yappy, um rosa, um azul e um amarelo. Eles todos irão te perseguir e como Yippy Yappy irão parar e se preparar para atacar. Você precisa fazer com que eles ataquem as vitrines de exposição. Elas cairão sobre eles e os esmagarão.

- ZONA 7: RESCUE - Esse chefe consiste em uma jaula de lasers com Pearl presa dentro, guardada por quatro cães robóticos. É preciso empurrar quatro barris nos cantos da jaula para desligar os lasers. Entretando, é um pouco complicado, já que você tem que se esquivar dos cães e eles podem tirar os barris do caminho.

- ZONA 8: SPACE SHOWDOWN - O último chefe é obviamente a dupla de ratos Washington e Jefferson. Para começar, eles estão armados de lasers e cobertos por proteção. Você tem que atacar as quatro pilastras nos cantos. Quando um for destruído, tirará a proteção de Washington e Jefferson. Após isso você tem que fazer com que eles se ataquem com os lasers, ferindo a si mesmos. Depois de feri-los eles irão se proteger de novo, o que significa que você terá que repetir o processo mais três vezes. Na última vez, uma contagem regressiva de vinte segundos começará e se você não conseguir feri-los, vários lasers descerão do teto, tirando todas as vidas do jogador. Se eles se ferirem na última vez, eles irão voar pelo espaço e você poderá escapar. Rex Julius aparece informando que os ratos escaparam levando consigo King Scarab, o que deixa a questão em aberto: O que será que aconteceu com eles?